# キティ・チャン
キティ・チャン（Kitty Zhang, 繁体字: 張雨綺、1987年8月8日 - ）は、中国の女優。中国山東省徳州生まれ。血液はA型。

## 略歴
チャウ・シンチーに見出され、『ミラクル7号』のヒロインに抜擢されてデビューする。チャウ・シンチーの映画制作会社スター・オーバーシーズ社と8年契約を結ぶ。
『少林少女』のインタビューで、撮影現場は日本語が飛び交っていて「無声映画を見ているみたいだった。」と答えている。
2011年に出演映画『白鹿原』の監督王全安（ワン・チュアンアン）と結婚。2015年7月2日、王全安（ワン・チュアンアン）との離婚をSNSの微博（Weibo)で発表。
2016年10月26日、知り合って70日間で商人富豪・袁巴元との結婚を発表。翌年10月、性別の異なる双子を出産。2018年9月24日、夫とのトラブルで警察に通報。2018年9月27日に二度目の離婚を発表。

## 出演作品

### 映画
- 夜の上海 夜。上海 （2007年）
- ミラクル7号 長江七號 CJ7 （2008年） - 袁（ユエン）先生 役
- 少林少女 （2008年） - 敏敏 役
- 女人不壊 All About Woman （2008年） - 唐露 役
- ジャンプ 〜上海ドリーム〜 跳出去 JUMP （2009年） - ヒロイン・彩鳳 役
- 財神到 Here Comes Fortune （2010年） - 女の財神533/呉珊珊 役
- 荒村公寓 Curse of the Deserted （2010年） - ヒロイン・欧陽小枝 役
- ソード・ロワイヤル 刀見笑 （2010年） - ヒロイン・寐娘 役
- 白鹿原 White Deer Plain （2012年） - ヒロイン・田小娥 役
- 銭学森 Hsue-shen Tsien （2012年） - ヒロイン・蒋英 役
- 最愛の子 親愛的 （2014年） - 樊芸 役
- 情敵蜜月 Honey Enemy （2015年） - ヒロイン・夏小雨 役
- フライトSOS ロスト・イン・ザ・パシフィック 蒸發太平洋/LOST IN THE PACIFIC （2016年） - ヒロイン・若欣(RUOXIN) 役
- 人魚姫 美人魚 （2016年） - ヒロイン・李若蘭（リルオラン） 役
- 不期而遇 Come Across Love （2017年） - ヒロイン・李心 役
- 降魔伝 The Golden Monk （2017年） - ヒロイン・菁菁 役
- 空海-KU-KAI- 美しき王妃の謎 妖猫伝/Legend of the Demon Cat （2017年） - ヒロイン・春琴 役
- 最佳男友進化論 The Sexy Guys （2019年） - ゲスト出演・文静 役
- 父に捧ぐ物語 我和我的父辈 （2021年）

### ドラマ
- 幻城凡世 Ice Fantasy Destiny（2017年3月8日初回放送） - ヒロイン・洛洛 役
- 幕后之王 Behind The Scenes（2019年1月5日初回放送） - ゲスト出演・辛恵美 役
- 鬼吹灯 〜魔宮に眠る神々の秘宝〜 鬼吹燈之龍嶺迷窟 Candle in the Tomb: The Lost Caverns（2020年4月1日初回放送） - ヒロイン・Shirley楊 役
- 鬼吹灯 〜呪われし王墓の謎と伝説の秘宝〜（2021年）
- 鬼吹灯 〜氷雪の魔獣〜（2022年）
- ママ友恋愛狂想曲（2022年）